# Čakajovce
Čakajovce (in ungherese Csekej) è un comune della Slovacchia facente parte del distretto di Nitra, nella regione omonima.